# 巩卜班
巩卜班（?—?），元朝大臣，元惠宗时中书平章政事。
至正元年（1341年），担任湖广行省平章政事，镇压瑶族人民起义。至正二年（1342年），领河南、江浙、湖广诸军镇压道州蒋丙起义。至正三年（1343年），擒杀道州、贺州瑶族首领唐大二、蒋仁伍。至正五年（1320年），入朝担任中书省平章政事，后来被监察御史逯鲁曾弹劾，被罢免。